# Branes
De Branes (Berbers: ⴱⵔⴰⵏⴻⵙ, Ibarnoussen; Arabisch: البرنوصي, ook: Al-Barnoussi, soms gespeld als Barnès, Baranis of Branes) is een groep van de Berbers. Zij zijn een van de twee belangrijkste groepen waartoe de Berbers (Amazigh) in de Maghreb en Al-Andalus door middeleeuwse genealogen en sommige middeleeuwse Arabische bronnen werden verdeeld, terwijl de andere groep al-Butr werd genoemd.
Hoewel de Branes door middeleeuwse Arabische kroniekschrijvers werden genoemd, is de kennis over deze groep door de eeuwen heen geleidelijk verdwenen en thans weinig bekend.
Ibn Khaldun beschouwde de Baranis als sedentaire mensen en de voorouders van de sedentaire Berbers, terwijl de andere groep, de Butr, werd beschouwd als de voorouders van de nomadische Berbers zoals de Butr-substammen Zenata en Nefousa.

## Etymologie
De naam Baranis is de meervoudsvorm van hun gelijknamige voorvader Burnus, die wordt beschreven als de zoon van Mazigh, een legendarische Berber-voorvader.

## Geschiedenis

### Herkomst
De plaats van herkomst van de Branes is onbekend. Het eerste gebied waar de Branes zich mogelijk historisch bevonden is in het Aurès-massief in het huidige Oost-Algerije. Van daaruit begonnen ze te migreren door Noord-Afrika tijdens de Arabische verovering in de 7e eeuw.

### Verzet tegen de Arabieren en Al-Andalus
De machtige Branes-stam verzette zich in de 7e eeuw tegen de Arabische invasies van Uqba ibn Nafi en sloot een bondgenootschap met Kuceila, de koning van de Branes, (ook bekend als Koceila of Aksil), die tot de Branes-substam Awraba behoorde, en met de Byzantijnen. Tijdens de islamitische verovering van Spanje door het Umayyad-kalifaat staken veel Branes de zeestraat over naar Al-Andalus. Sommigen vestigden zich daar en gaven hun naam aan de Djabal-Al Branes, nu ook bekend als de Sierra de Almaden in het noorden van Córdoba, Carmona en Morón. De Branes worden beschouwd als een deel van de Moren.

### Idris I en Kenza Al Awrabiya
In het jaar 788 werd in Volubillis Idris I, een afstammeling van Mohammed en een vluchteling, verwelkomd door de Awraba en door hen aangesteld als imam. Later werd hij door de Awraba ook aangewezen als hun politieke leider. In zijn korte heerschappij slaagde hij erin om erkend te worden door de belangrijkste Berberstammen van Noord-Marokko (de Ghiata, Ghomara, de Miknasa, Nafzaoua, de Sedrata en Zenata). Idris I trouwde met de dochter van een Awraba-leider (Abdelhamid Awrabi), die tevens een van de eersten was die zich tot de islam bekeerde in Noord-Marokko. Toen Idris I met zijn dochter Kenza, ook wel bekend als Kenza Al Awrabiya zou trouwen bekeerde iedereen zich in Branes tot de islam. De Branes en Awraba waren tot dan christenen geweest. Kenza trouwde met Idris I onder een grote boom in de huidige gemeenschap van Gouzate (Werba) in Branes. Kenza schonk hem vlak na zijn dood een zoon, Idris II. Idris II werd geboren in 791. De Awraba en de andere Berberstammen zwoeren Idris II trouw, waarmee de Idrisiden-dynastie geboren was. Prinses Kenza heeft bijgedragen aan de oprichting van de eerste autonome staat van Marokko en kan daarom in het algemeen worden beschouwd als de grootste vrouw in de geschiedenis van Marokko, en in de geschiedenis van de Branes in het bijzonder. Idris II verliet Volubillis voor Fez in 808. Tijdens zijn regeerperiode (791–828) consolideerde hij met succes de Idrisidische staat en ontwikkelde Fez tot een bloeiende hoofdstad. 
De Branes, via de Awraba, speelden een grote rol bij de oprichting van het eerste islamitische emiraat in Marokko. Zo bleven grote groepen van de Marokkaanse bevolking jaarlijks verbonden met zijn aanwezigheid via zijn notabelen tijdens een ceremonie die werd, en nog steeds wordt, gehouden bij het heiligdom van Idriss Awal in Zehroun en bij het heiligdom van Idris II in Fez. De mensen gingen jaarlijks naar deze heiligdommen met symbolische geschenken en offers met een bepaalde som geld.

### Tanger
De Branes-stam van Taza maakte ook deel uit van het Rif-contingent dat de stad Tanger bevrijdde van de Engelsen in 1684. Een locatie/dorp in Tanger is vernoemd naar de Branes-stam. Dit is vergelijkbaar met de Gzennaya en Beni Ouriaghel - tegenwoordig bekend als Ait Wayagher - die een locatie hebben die hun namen vertegenwoordigt in het gebied.

### Verzet tegen de Fransen en de Rifoorlog
De Branes-stam kende een tienjarig verzet tegen de Fransen. Deze begon op 18 januari 1915 toen kolonel Bulleux zijn troepen het gebied liet binnenvallen. Al-Shankiti was de eerste leider van het verzet van de Branes-stam. 'Kasbah Beni Waryaghel' in het Taifa-gebied was de eerste oorlog tegen de Fransen. De Branes zetten hun wapens, spullen, dekens en tenten klaar, wat paniek veroorzaakte bij de troepen van kolonel Bulleux en ertoe leidde dat zijn troepen zich terugtrokken en de actie uitstelden tot mei.
In mei 1915 kwamen de troepen terug met een nieuw plan, met Henri Simon als nieuwe commandant, nieuwe instructies en nieuw materieel om het zuiden van het Branes-gebied te veroveren en zo naar de hartzone Bab Mrouj te gaan. Henri Simon trad het zuidelijke gebied van de Branes binnen en viel de mannen van Al-Shankiti aan door middel van snellereactie-eenheden. De troepen vestigden zich rondom het mausoleum van Sidi Ahmed Zarrouk te Taifa.
Op 5 mei 1915 verzetten de verzetsstrijders zich tegen het Franse leger. Deze 'Slag om Ahl-Tiliwan' was een vier dagen durende onafgebroken gevecht in het Taifa-gebied. De mannen van Al-Shankiti trokken zich terug onder de druk van de vijandelijke aanval en modern artillerievuur. Door het verzet vertraagden ze de aankomst van de voorhoede van de Franse troepen richting Jamaa al-Khamsin tot eind mei. Op 24 en 27 mei 1915 voerde het verzet een felle strijd in het gebied, waarbij een groot aantal Fransen om het leven kwam en gewond raakte, onder wie de luitenants Naluik en Jupon. Kolonel Simon slaagde er echter in enkele van zijn doelstellingen ter plaatse te bereiken.
Op 10 juni 1915 resulteerden de inspanningen van kolonel Dreguin in de oprichting van het militaire centrum Bab Mrouj gelegen te Werba. Het gebied Werba bleef een verzamelplaats voor de verzetsstrijders en een bedreiging voor de nieuw opgerichte Franse observatieposten rond de Azdam en Alayeh hoogten.
In de zomer van 1915 mobiliseerden de Fransen hun militaire capaciteiten en politieke plannen om diep door te dringen in het opstandige Branes-gebied en om de verdedigingsmuur te doorbreken die door Shankiti, Abdelmalek en Si Ibrahim Warbi langs de driehoek Warba-Beni Faqous-Bouqlal was opgericht. Sinds Abdelmalek al-Jazairy in Taza verscheen en zich in het Gzennaya-gebied vestigde, was hij een zeer invloedrijke leider geworden. De plaatselijke leiders van de Branes hadden hun trouw aan hem beloofd. Dankzij de inspanningen van Si Ibrahim Warbi slaagde hij erin de Beni Faqous en hun chef Massoud Harouch te overtuigen om de Slag om Bouqlal op 7 en 8 december 1915 te laten plaatsvinden.
We begrijpen enkele gebeurtenissen in deze strijd dankzij de handgeschreven brief van Abdelmalek, waarin hij zegt: "We ontvingen het nieuws dat de vijand was geland in Ain Bouqlal, en toen we Oulad Bakkar naderden, escaleerde de strijd en tegen de avond van de dag trokken de vijanden zich terug op hun tanks. Vrijdag bij zonsopgang kwamen de gevechten met elkaar in botsing en de menigte verspreidde zich met een tiental doden. Aan de donkere kant de dood van kapitein Coderre, gouverneur van Assa Bab Mrouj, en zeventig Franse soldaten naast de dood van Awlad Bakkar en Meknasa. Aan de andere kant bleef de vijand met de Beni Bouali verschrikkingen lijden, die ons te hulp kwamen aan de zijde van Sidi Ahmed Zarrouk. De vijandelijke verliezen waren zwaar, door Abdelmalek geschat op ongeveer zeventig doden, onder wie kapitein Coderre, commandant van het Bab Mrouj-centrum."
Op 29 januari 1916 verliet kolonel Simon Bab Mrouj om naar de regio Al-Qattal (Werba) te gaan, nabij de Beni Boual, om diep door te dringen in het gebied van Werba. Het was een verrassing voor de Fransen toen ze ontdekten dat Si Ibrahim Warbi en zijn mannen al klaarstonden. In een vertaling van (De kracht van de slag om Al-Qatta), vinden we in een Frans rapport het volgende: "Het was een zeer moeilijke strijd omdat het gebied volledig was afgesneden door rotsachtige massa's en bosbomen. Het verzet van de rebellen concentreerde zich op Lakta en werd aangewakkerd door de strijd van de Sunhajine, die fel waren. De strijd eindigde met het overlijden van opperhoofd Si Ibrahim Warbi, wat zorgde voor de relatieve terugtrekking van het verzet en een verkleining van het manoeuvreergebied."
Tussen februari en april 1916 kwamen de Fransen in de problemen in de centra van Jebel Helfa, Bab Mrouj en Tainast, die kwetsbaar bleven voor invallen door de verzetsstrijders onder leiding van Mohamed Ould Cheikh al-Warbi, commandanten Kourari en Abdelkader Ben Zarka. Eind mei 1916 mobiliseerde kolonel Charlet troepen en zette koers naar Kaf El Ghar. Nadat ze de kloven van de regio hadden bereikt, vonden ze voor zich de verzetsstrijders die hen dwongen de “Slag om Kaf El Ghar” te vechten, gevolgd door de veldslagen van "Ahl El Sakhra" te Taifa en Janan Majbour. Het vuur van de verzetsstrijders langs de route van de Franse colonnes was een zorgvuldig geplande en geïmplementeerde valstrik, die uiteindelijk de Franse teams immobiliseerde, waardoor hun bewegingssnelheid werd verminderd en ze gedwongen werden zich terug te trekken.
In 1917 kwam het verzet in een beslissende fase terecht toen de frequentie van botsingen met de Franse strijdkrachten toenam, wat hen ertoe aanzette de luchtmacht op grote schaal in te zetten. In april voerde generaal Charrier een schoonmaakcampagne uit in Beni Faqous, Werba en Beni Bouala. Kolonel Charrier verdeelde zijn troepen in infanterie- en cavaleriedivisies, ondersteund door vijf artilleriestukken van 65 mm en twee artilleriestukken van 75 mm. De Franse troepen marcheerden vanuit verschillende richtingen op de Branes en Gzennaya (Kamp Abdelmalek). Toen ze het veld van Beni Faqous (Bab Moulay Ali) bereikten, werden ze omringd door de groep van commandant Chaoui, El Bakkali, Cherif Hajj El Radi en een groep van vierhonderd Bernoussi-strijders, die het begin markeerden van de volgende veldslagen: Oued-Juma'a, Oued Brom, Souk Sebt, Werba, Tarayba en Fazzazra tussen 8 en 10 april, en tussen 14 en 17 april 1917. Ondanks zwaar artillerievuur van de bezetter rukte de infanterie van de verzetsstrijders op, omsingelden ze de Fransen en kwamen steeds dichter bij het hart van hun leger, waarvan de officieren de controle hadden verloren over de gevechten op verschillende fronten. De hevige gevechten resulteerden in zware verliezen aan beide kanten.
Op 5 juni 1917 ging Lyauty naar Taza om de situatie onder controle te houden en het moreel van zijn soldaten te stimuleren om de Beni Bouali uit elkaar te halen. Generaal Aubert probeerde de controle over Djebel-N'sour over te nemen aan het hoofd van een grote strijdmacht. Toen hij het Fazzazra veld probeerde te bezetten, kreeg hij te maken met hevige weerstand in de Slag om Ain El-Hout op 13 juni 1917. Het was een nieuwe valstrik voor de Fransen, die in hun rapporten toegaven dat er veertien doden en achtentwintig gewonden waren, onder leiding van officier Panther, kapitein Bonichon en luitenant Cameliere.
Tegen 1918 begon het verzet van Barnoussi te verzwakken en hun vestingwerken werden geconcentreerd op de lijn van Beauharon-Bab El Achoub. In september en oktober dwongen luchtbombardementen en de Franse militaire opmars van Habayla en Kaf El Ghar het verzet zich terug te trekken van Beouharoun naar Beni Karama en Sanhaja, waar de Fransen erin slaagden de Beouharoun en Kaf El Ghar te bezetten. Toen de Fransen erin slaagden Beouharoun en Kaf El Ghar te bezetten, richtten ze daar twee militaire centra op. Met variërende capaciteiten en middelen verzwakte het verzet echter tussen 1919 en 1924, en het schortte zijn activiteiten op in de context van een nieuwe situatie, opgelegd door de Franse strategie van politieke en militaire controle.
In 1925 werd het verzet hervat onder leiding van Al-Khalladi. Dit gebeurde toen de Badia Barnoussia zich aansloot bij de beweging van de plattelandsleiders, en nadat de bevolking en haar leider Al-Khalladi aan de ijzeren vuist van Frankrijk ontsnapten en de bezetters van Amsaf-Qalaa, Amsila, Cheyab en Beaucharoun belegerden. Op een dag leidde Al-Khalladi in Beauharon zijn cavalerie, gekleed in 'Makhzen' (Gouvernement) uniformen, naar de rand van het centrum van Beauharon, waardoor kapitein Roxin dacht dat hij was teruggekeerd om de Fransen te dienen. Toen de Franse commandant de deur naar het centrum opende, sprongen Al-Khalladi's mannen op hem en op degenen die hem vergezelden en begonnen te schieten. Kapitein Roxin vluchtte in de hoop het Amsila centrum te bereiken, maar werd snel gedood door Al-Khalladi's mannen genaamd Hamida Ben Mourabat, Steto Ben Kaddoura en Rahmouni. De hinderlaagoorlog van Al-Khalladi's mannen verstoorde de Franse opmars naar Djebel-Amassaf op 25 augustus. Eind augustus 1925 legde het door generaal Boichut opgestelde plan echter een geleidelijke terugtrekking naar het noorden op en stelde de Fransen in september in staat de onderwerpingslijn uit te breiden richting het Tizi-Wesli en Taynast punt. In oktober bleven Al-Khalladi en de twee Warba-leiders, Larbi Touhami (sjeik van de Oulad Abou) en Hajj Mohannad Jali (sjeik van de Oulad Assa), de Franse legeroperaties leiden. Zijn inspanningen leidden tot de oprichting van de Al-Qatta-groep, die de Fransen in de regio’s Beni Amhamed en Hajar Melloul ten zuiden van het sjiitische centrum in moeilijkheden bracht.
Tussen november en december 1925 slaagden de Fransen en hun aanhangers (commandant Rakkouk) erin de laatste verzetshaarden van de stam aan de noordgrens met de Sunhaja onder controle te krijgen. Dit leidde tot een opeenvolgende overgave van de stam aan de Fransen, die erin slaagden de stam na 10 jaar strijd te onderwerpen. Dit was te danken aan de ervaring van het Franse leger en zijn officieren, afgestudeerden van militaire scholen, een sterk bestuur en het gebruik van moderne wapens. Wat leidde tot de uitputting van het verzet als gevolg van een bittere en lange strijd gedurende tien jaar, en mede door het ontbreken van gezag van een sterke lokale leider die gekwalificeerd was om te slagen.
Degenen die stierven of verdwenen van de lokale verzetsleiders waren: Ibrahim Warbi, Cheikh Bokaibat, Ali Jarraoui, Massoud Harouch, Mohamed Chaoui, El Sibai, Haj Hamo El Fazari, commandant Kourari, El Arbi Tohami, Haj Mahnad Jali, qadi-Si Arabi Nakhasi, El S'riej en El Khalladi. Het gebrek aan commando van de Branes luidde een overwinning in voor de Fransen onder leiding van Pétain, wat de nederlaag van het verzet en de onwillige overgave na hevige veldslagen nog verergerde.
Al-Khalladi, wiens echte naam Muhammad bin Azraq al-Barnousi al-Busaidi was, werd in 1885 geboren op de plaats waar thans de Kharshna-rotonde te Taifa is. Hij groeide op in het huis van zijn vader Al Azraq Al Busaidi, destijds een van de meest prominente notabelen van de Branes stam. Deze zoon nam na de dood van zijn vader in 1910 de verantwoordelijkheid voor zijn familie en de stam op zich. Al-Khalladi's onderscheidende kwaliteiten en eerste contacten met de Fransen in 1913 speelden een beslissende rol bij zijn benoeming tot sjeik van de Bouhlel-stam in 1914. Zo was hij ook commandant van de Taïfa tussen 1917 en 1918 en toenmalig hoofd van de Branes onder de Dahir van 1921. Hij werd een van de belangrijkste uitvoerders van het Franse beleid van ‘civiele’ controle in de stam, voordat hij zich in de zomer van 1925 tegen de Fransen keerde en een van de belangrijke leiders werd in de Rifoorlog tegen Spanje. Spreken over de rol van commandant Al-Khalladi in de Rifoorlog is een herinnering aan zijn politieke ervaring op het slagveld, wat weerspiegeld werd in zijn militaire plannen en toepassingen op het Branes front.

## Verspreiding
In Marokko woont de oude Branes-stam in het noordelijke Rifgebergte nabij Taza. Dit gebied grenst in het noorden aan de Gzenaya (Igzennayen-stam), die tot de Riffijnse Sanhaja behoren, en in het zuiden aan het Tsoul-gebied, dat deel uitmaakt van de Zenata. Het bergachtige gebied, gelegen ten oosten van Volubillis, is naar de Branes-stam genoemd. Naast de leden van de oude Branes-stam wonen er ook leden van de Branes-substam, de Awraba, in deze regio. Het Branes-gebied in het Rifgebergte van Taza is onderverdeeld in vier groepen: Bni Fekkous, Werba (het domein van de Awraba), Taifa en Bni Bouala.
Elke groep binnen de Branes-stam is verder onderverdeeld in meerdere subclans, wat helpt bij het onderscheiden van de verschillende gezinnen.
Omdat de Branes-stam een oude stamgroep is en geen substam, valt deze niet onder een categorie zoals de Riffijnen, Jebala of Chleuh, hoewel ze zich wel in het Rif-gebied bevinden. De Branes behoren ook niet tot de Noord-Westelijke Jebala-bevolking, ondanks dat er soms misverstanden zijn ontstaan in de afgelopen jaren. Deze misverstanden kunnen mogelijk voortkomen uit verwarring, mede door de aanwezigheid van individuen uit Chourfa en onbekendheid met de stam. De oorspronkelijke Barnoussiyen/Ibarnoussen van de oude Branes-stam identificeren zich niet als Jebala, en de Jebala beschouwen hen ook niet als Jebala. Dit komt doordat de cultuur, het dialect, de tradities en de locatie van de Jebala aanzienlijk verschillen van die van de Branes. De Jebala bevolking bestaat voornamelijk uit Ghomara en Sanhaja stammen. De Branes zijn een eigen stam die Al-Baranis heet, de Branes zijn echter wel verwant aan de Riffijnen door het delen van soortgelijke cultuur en tradities. In historische documenten valt op dat de Branes-stam bij hun eigen naam werd genoemd. De Branes maakte volgens oude documenten wel een onderdeel uit van het Rif-contingent in 1684. Toch vallen ze niet onder de categorie Riffijnen. 

## Taal
Hoewel de meeste leden van de Branes-stam tegenwoordig gearabiseerd zijn, spraken zij honderd jaar geleden nog de Tamazight taal. Er zijn nog enkele kleine Berbersprekende clans in het gebied. De Branes onderscheiden zich door een unieke identiteit, cultuur en dialect, die niet te verwarren zijn met die van de Jebala. De Branes identificeren zichzelf als Barnoussi/Barnoussia.
De Branes hebben een eigen dialect van de Darija-taal. Zo noemen de Branes een meisje/jongen "Tfel/Tefla", terwijl de Jebala "3ayel/3ayla" zeggen, en de meeste Darija-sprekende bevolking van Marokko de woorden "Bent/Deri" gebruiken.

## Substammen
De Baranis zijn volgens Ibn Khaldun onderverdeeld in de volgende substammen: Awraba, Adjisa, Azdaja, Masmouda, Ghomara, Kutama-Zawawa, Sanhaja en Hawwara. 